# Villano (arcybiskup Pizy)
Villano (zm. 1175) – włoski kardynał i arcybiskup Pizy.
Pochodził z Pistoi. W grudniu 1144 papież Lucjusz II mianował go kardynałem prezbiterem Santo Stefano al Monte Celio. Podpisywał bulle papieskie między 11 stycznia 1145 a 15 maja 1146. W maju 1146 Eugeniusz III mianował go arcybiskupem Pizy oraz legatem papieskim i prymasem Sardynii; zrezygnował wówczas z tytułu kardynalskiego. Już 29 maja 1146 uzyskał potwierdzenie przywilejów nadanych arcybiskupom Pizy przez Innocentego II.
Wkrótce po objęciu urzędu arcybiskupiego Villano popadł w konflikt z kanonikami z pizańskiej kapituły. Przyczyny tego konfliktu nie są do końca jasne, w każdym razie jednak w listopadzie 1147 papież Eugeniusz III przesłał kanonikom upomnienie, przypominając im o obowiązku posłuszeństwa względem metropolity. Kilka lat później (1151/52) udokumentowany jest spór jurysdykcyjny arcybiskupa Villano z biskupem Galganusem z Volterra, również rozstrzygnięty po myśli metropolity pizańskiego.
W 1159 Villano poparł prawnie obranego papieża Aleksandra III przeciwko cesarzowi Fryderykowi I i popieranym przez niego antypapieżom. Przez krótki czas (1161/62) towarzyszył wygnanemu z Rzymu papieżowi w jego podróży po Toskanii i Ligurii. W tym też czasie (26 stycznia 1162) uzyskał potwierdzenie przywilejów swojej archidiecezji. W 1164–65 w Pizie wzięła górę frakcja procesarska i arcybiskup Villano musiał uciekać z miasta. Na jego miejsce obrano schizmatyckiego arcybiskupa Benincasa (w marcu 1167), zatwierdzonego na urzędzie i konsekrowanego przez antypapieża Paschalisa III. Dopiero w 1170 Villano zdołał powrócić do Pizy i ponownie objąć swój urząd, który sprawował aż do śmierci pięć lat później.